# William L. Hadden
William L. Hadden (* 8. Oktober 1896 in Elmira, New York; † 11. Juli 1983) war ein US-amerikanischer Politiker. Zwischen 1943 und 1945 war er Vizegouverneur des Bundesstaates Connecticut.

## Werdegang
Noch als Kleinkind kam William Hadden im Jahr 1897 mit seiner Familie nach New Haven in Connecticut. Im Jahr 1909 zog die Familie nach West Haven weiter. Er besuchte die öffentlichen Schulen seiner jeweiligen Heimat. Nach einem anschließenden Jurastudium an der Fordham University und seiner 1917 erfolgten Zulassung als Rechtsanwalt begann er in diesem Beruf zu arbeiten. Zwischenzeitlich diente er während des Ersten Weltkrieges in den US-Streitkräften. Zwischen 1919 und 1921 war er neben seiner Tätigkeit als Rechtsanwalt auch als Assistant Clerk beim Gericht in West Haven angestellt. Zwischen 1923 und 1927 war er Staatsanwalt und danach bis 1937 Richter.
Politisch schloss sich Hadden der Republikanischen Partei an. Zwischen 1939 und 1942 saß er als Abgeordneter im Repräsentantenhaus von Connecticut. Dort war er zeitweise Vorsitzender des Justizausschusses und republikanischer Fraktionschef. 1942 wurde Hadden an der Seite von Raymond E. Baldwin zum Vizegouverneur von Connecticut gewählt. Dieses Amt bekleidete er zwischen 1943 und 1945. Dabei war er Stellvertreter des Gouverneurs und Vorsitzender des Staatssenats. Im Jahr 1944 wurde er nicht wiedergewählt. Zwischen 1945 und 1951 übte er das Amt des Attorney General von Connecticut aus. Im Juni 1948 nahm er als Delegierter an der Republican National Convention in Philadelphia teil. Hadden war auch Mitglied der amerikanischen Anwaltskammer und der Veteranenorganisation American Legion. Seit 1920 war er mit der im Jahr 1981 verstorbenen Mary McNamara verheiratet, mit der er drei Kinder hatte. Er starb am 11. Juli 1983.